# 지옥으로 가는 문

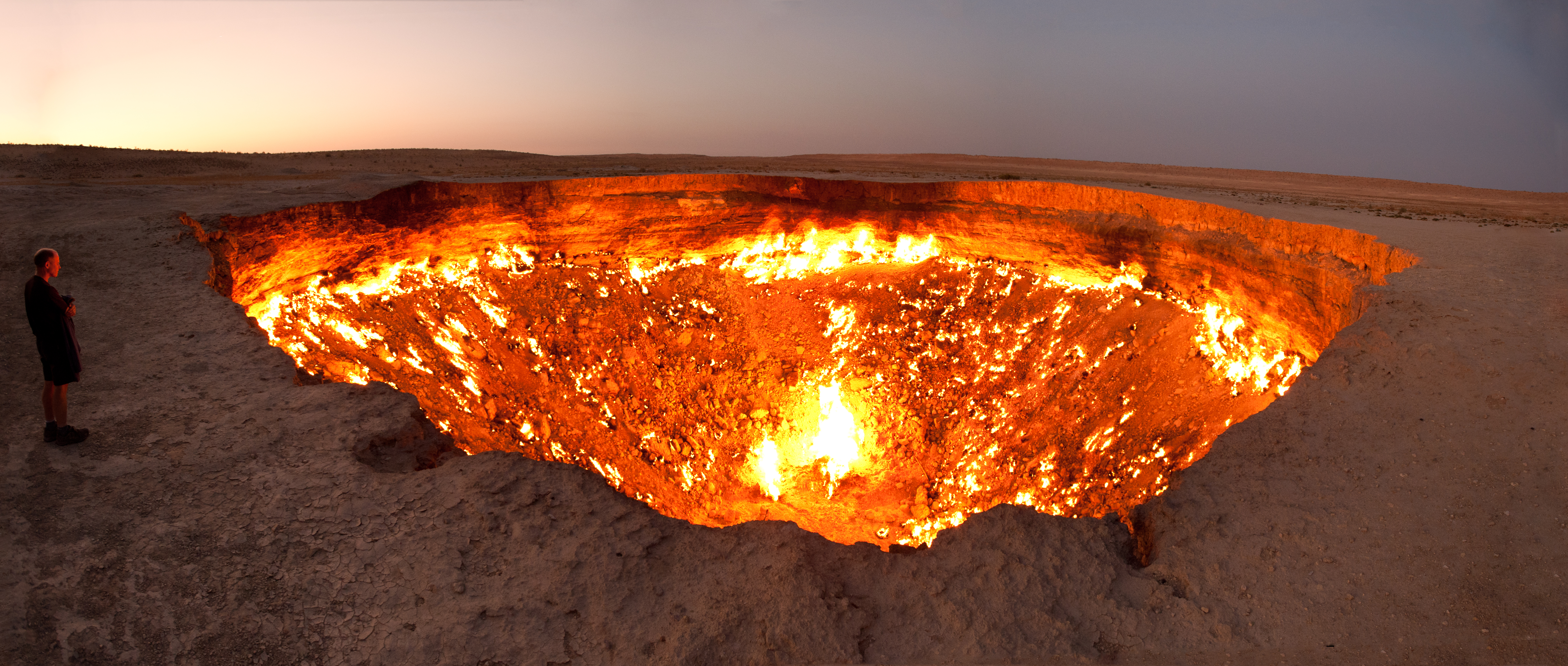

지옥으로 가는 문(투르크멘어: jähenneme açylan gapy)은 투르크메니스탄 아할 주 다르바자에 있는 천연가스전이다.
1971년 소련의 지질학자가 이 곳에 매장되어 있는 지하 자원을 연구하던 도중에 천연 가스가 풍부한 동굴을 우연히 발견했는데 굴착기로 동굴을 뚫다가 추락하는 사고를 당했다. 이 사고로 지름이 약 50~100m 정도로 추정되는 구멍이 생겼으며 유독 가스가 발생하는 것을 막기 위해 구멍에 불을 붙였다. 이 구멍은 지금도 계속 불타고 있으며 현지인들은 이 곳을 "지옥으로 가는 문"이라고 부른다.